# سلوبودان شيجان
سلوبودان شيجان (بالصربية: Слободан Шијан) (من مواليد 16 نوفمبر 1946) مخرج سينمائي صربي أخرج مالا يزيد عن خمسة أفلام وتعتبر أفلامه الأربعة الأولى من أهم الأفلام في تاريخ السينما ويتوقع صدور فيلم له بحلول عام 2022 بعد 34 سنة من فيلمه الأخير.

## حياته
ولد شيجان في بلغراد، يوغوسلافيا، وتخرج من كلية الفنون المسرحية في بلغراد. وأول فيلم طويل له كان من يغني هناك؟ في عام 1980. وأدى النجاح الهائل لهذا الفيلم الذي كتبه دوسان كوفاتشيفي إلى تعاون الثنائي في مشروع آخر وهو عائلة ماراثون عام 1982 ، والذي حقق أيضًا قدرًا كبيرًا من النقد و النجاح التجاري. وأخرج زيجان خلال السنوات الماضية فيلمين بارزين - كيف تم تدميري بشكل منهجي من قبل الأبله و ترانجلر ضد سترانجلر، وفيلمه الأخير هو كونياك وهو أقل أعماله أهمية . اعتبارًا من عام 2001 ، كان يدرس في مدرسة السينما بجامعة لويولا ماريماونت .وفيلمه المفضل هو تحفة هاورد هوكس ريو برافو 1959.

## أفلامه
| ر | عنوان الفيلم                                   | السنة |
| - | ---------------------------------------------- | ----- |
| 1 | Who's Singin' Over There?                      | 1980  |
| 2 | The Marathon Family                            | 1982  |
| 3 | How I Was Systematically Destroyed by an Idiot | 1983  |
| 4 | Strangler vs. Strangler                        | 1984  |
| 5 | Cognac                                         | 1988  |

## وصلات خارجية
سلوبودان شيجان على imdb